# Iynefer I
Iynefer, también conocido como Iynefer (A) o Iy-nefer, “el hermoso/bueno ha venido”) fue un príncipe del Antiguo Egipto de la Cuarta Dinastía, hijo del faraón Sneferu. Por tanto, era hermano de Nefertkau I y Keops y su título era "Hijo del Rey".
Iynefer fue enterrado en una tumba en Dahshur, y algunas partes de la tumba se encuentran ahora en el Museo Egipcio de El Cairo. En contraste con el deseo de los nobles de la Tercera Dinastía, muchos nobles durante la época de Sneferu aparecen en relieves con un comportamiento particularmente juvenil y agradable, e Iynefer es uno de ellos.